# Archeologia Veneta
Archeologia Veneta ist eine archäologische Fachzeitschrift, die von der Società Archeologica Veneta in Padua herausgegeben wird, die ihren Sitz in der Via Aquileia 7 hat. Die 1978 gegründete Zeitschrift erscheint jedes Jahr. Direttore responsabile ist Giulio Carraro, direttore Arturo Zara, vicedirettore Valentina Famari.
Die Zeitschrift veröffentlicht Fachaufsätze in italienischer Sprache. Dabei deckt sie archäologische, historische und kunsthistorische Themen ab. Daneben birgt sie Rezensionen und Bibliographisches.